# Stračovský bor
Stračovský bor (296 m n. m.) je vrch v okrese Hradec Králové Královéhradeckého kraje. Leží asi 1,5 km jižně od obce Stračov, na pomezí katastrálních území obce Stračov a vsi Stračovská Lhota.

## Geomorfologické zařazení
Geomorfologicky vrch náleží do celku Východolabská tabule, podcelku Cidlinská tabule a okrsku Nechanická tabule.